# 德拉興萬德山
47°48′39″N 13°21′12″E / 47.81083°N 13.35333°E

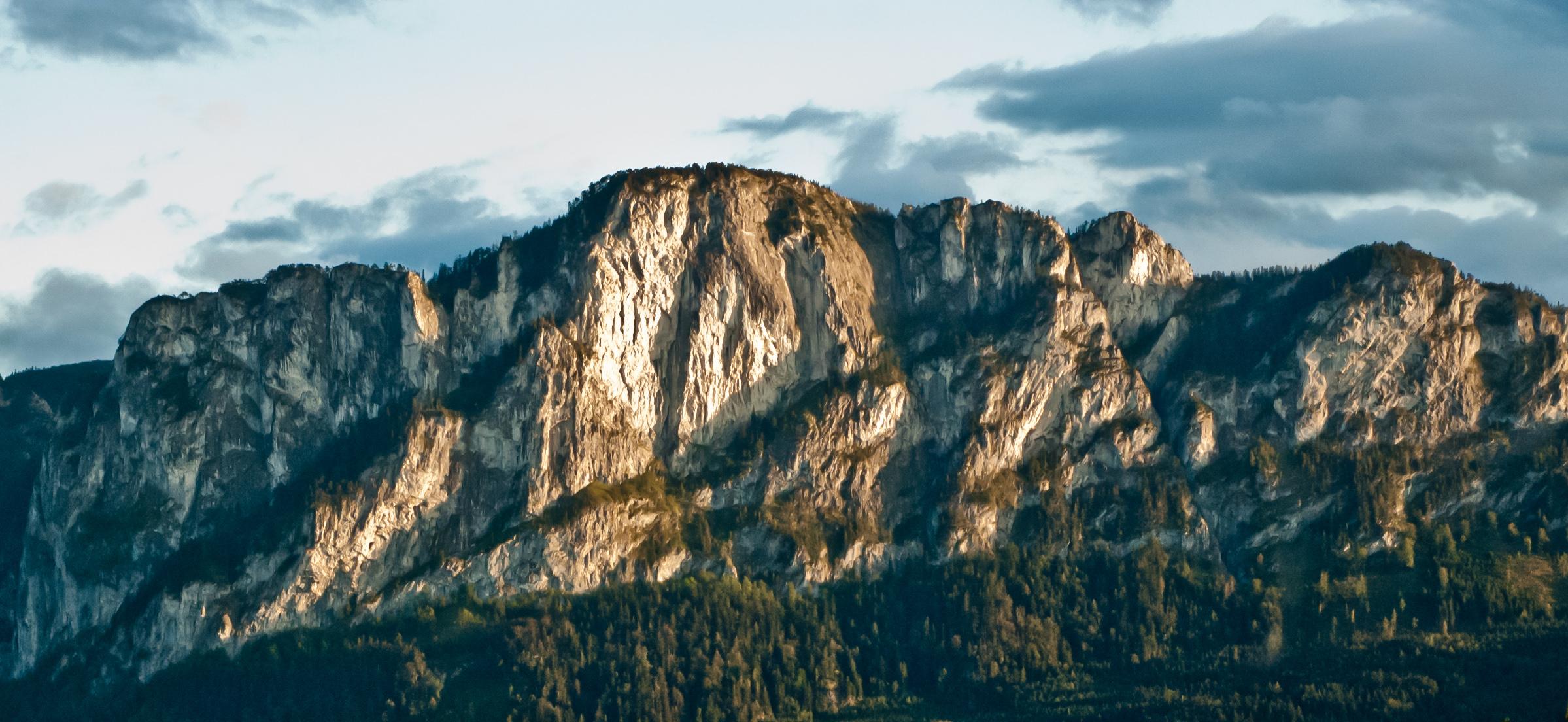

德拉興萬德山（德語：Drachenwand），是奧地利的山峰，位於該國中部，處於上奧地利州和薩爾茨堡州接壤的邊界，屬於薩爾茲卡默古特山脈的一部分，海拔高度1,176米。